# Вернер фон Браун
Ве́рнер фон Бра́ун (повне ім'я: Вернер Магнус Максиміліан фрайгер фон Браун, нім. Wernher Magnus Maximilian Freiherr von Braun; 23 березня 1912, Вірзіц, Пруссія — 16 червня 1977, Александрія, Вірджинія, США) — німецький та американський вчений, конструктор ракетно-космічної техніки.
З 1930-х і під час Другої світової війни займався розробленням балістичних ракет для Вермахту, найвідомішою з яких є A-4 («Фау-2»). Був членом НСДАП з 1937 року, штурмбанфюрер СС. Наприкінці війни перейшов на бік США, де очолив створення балістичних ракет, а згодом став очільником американської космічної програми, зокрема, розробив ракету-носій «Сатурн V».

## Біографія

### Раннє життя
Вернер фон Браун народився 23 березня 1912 року в місті Вірзіц, Німецька імперія (нині — Вижиськ, Польща). Він походив із прусської аристократичної родини. Його батько, Магнус фон Браун, юрист і політик правоконсервативної орієнтації, був високопосадовим чиновником, найвищий його пост — райхсміністр харчування і сільського господарства 1932—1933 рр. Мати, Еммі фон Браун (дів. Квісторп), також походить з родини прусських консервативних політиків — її батько займав високу посаду при пруському королівському дворі та в місцевому ордені Йоганнітів.

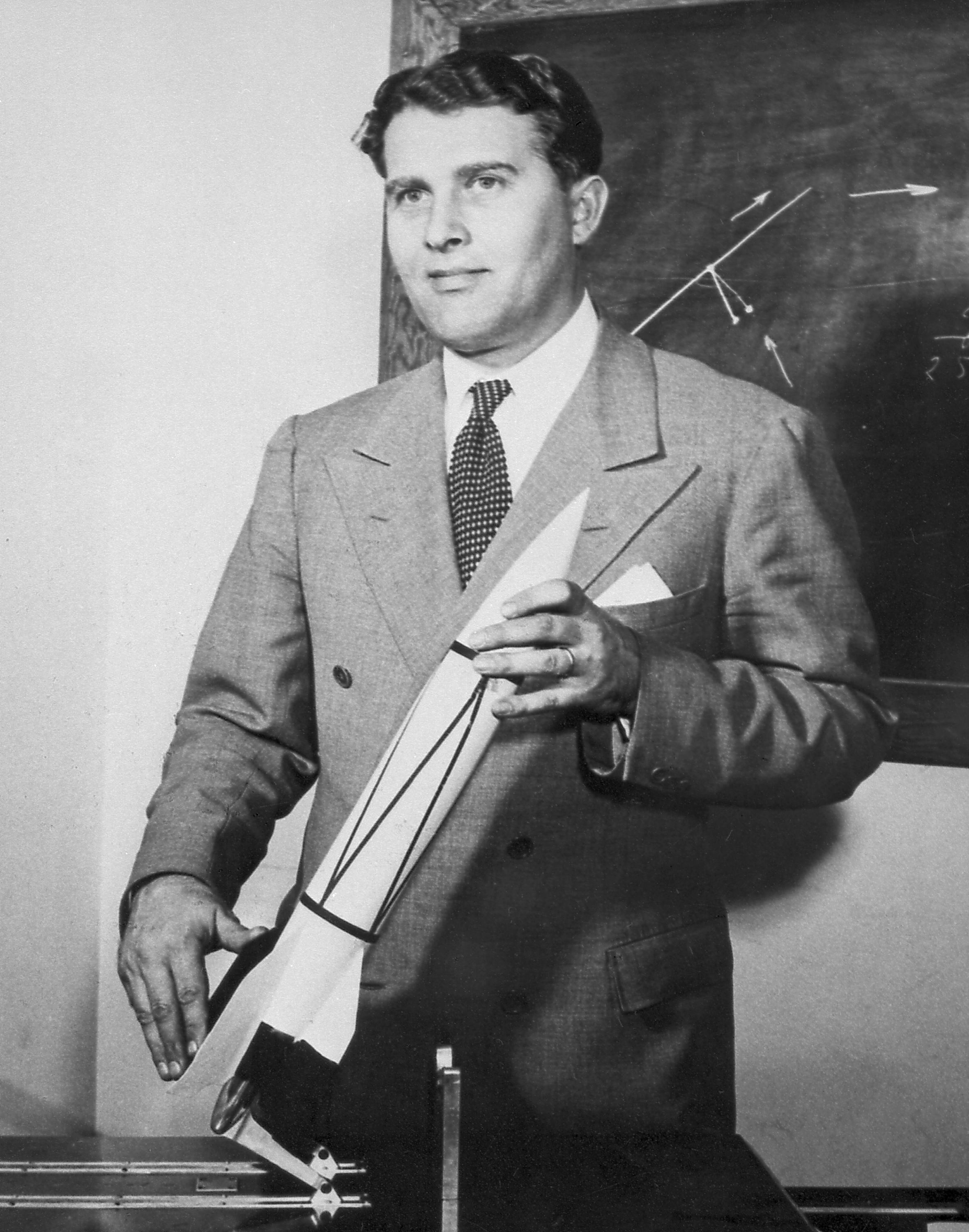
Молодий Браун тримає у руках модель Фау-2

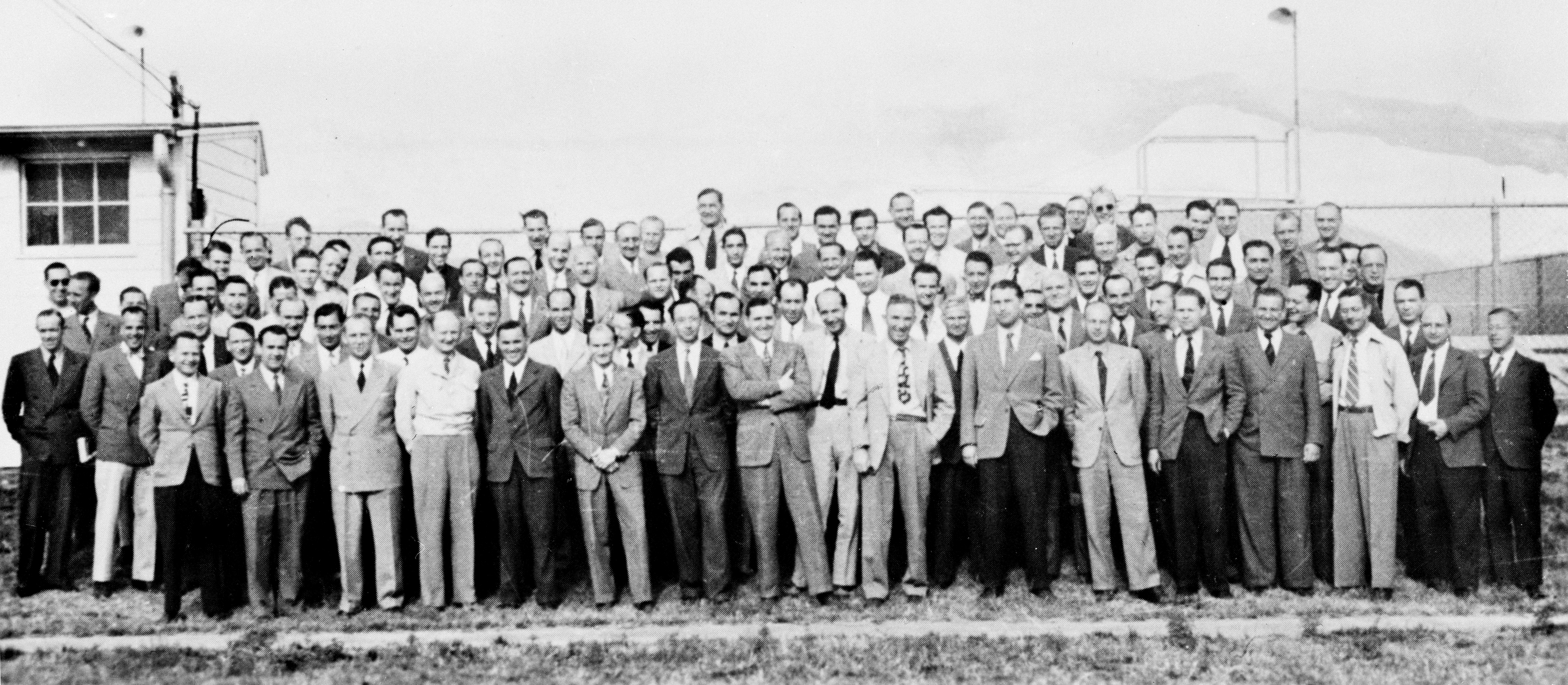
Учасники операції Paperclip («Скріпка») з евакуації німецьких вчених і конструкторів з Німеччини до США. В. фон Браун 7-й праворуч у 1-му ряду.

Вернер з дитинства захоплювався космічною проблематикою. Навчався у Федеральній вищій технічній школі Цюриха, Берлінській вищій технічій школі і в Берлінському університеті.

### Початок розроблення ракет
З 1920-х років був одним із членів німецького Товариства міжпланетних сполучень (Verein für Raumschiffahrt, VFR).
У 1930 році почав працювати над ракетами на рідкому паливі у Німецькій Державі. У 1932 році увійшов до військової ракетної наукової групи Вальтера Дорнбергера. У 1932—1933 роках на полігоні поблизу Кумерсдорфа здійснив запуск ракет на висоту 2000—2500 метрів.

### Пенемюндський період
З 1937 року — технічний керівник німецького ракетного дослідницького центру в Пенемюнде (нім. Heeresversuchsanstalt Peenemünde) і головний конструктор ракети A-4 («Фау-2»), яку німецька сторона застосовувала під час Другої світової війни для обстрілу міст Французької республіки, Великої Британії, Нідерландів та Бельгії.
У 1937 році став членом нацистської партії Німеччини — НСДАП, а потім СС (програма створення ракет Фау підпорядковувалася СС). Одержав звання штурмбанфюрера СС в 1940 році, що відповідало армійському званню майора. Ракети «Фау-2» долітали до Лондона за 6 хвилин.
У березні 1944 року в нього виник конфлікт з Гіммлером в питанні підпорядкування конструкторського бюро Брауна вермахту. Був короткочасно заарештований гестапо, підлягав допитам, йому інкримінувалася державна зрада, підрив обороноздатності та підготовка втечі до Великої Британії, що вело до страти. Його врятувало термінове втручання та заступництво «головного архітектора» Третього Рейху Альберта Шпеера та Вальтера Дорнбергера перед Адольфом Гітлером, котрий наказав припинити слідство та звільнити фон Брауна.
3 травня 1945 року, попередньо сховавши технічну документацію проєкту в одній з шахт у горах Гарц, разом із групою своїх колег-ракетчиків добровільно здався у полон американській армії.

### У США

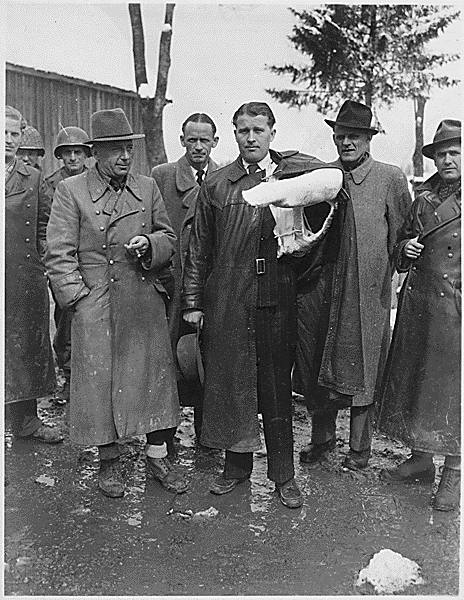
Ве́рнер Магнус фон Бра́ун, Вальтер Дорнбергер, Герберт Акстер, Вернер фон Браун, Ганс Лінденберг і Бернхард Тессманн (зліва) 3 травня 1945 року після їх арешту американськими військами в Оберкохені біля «Haus Ingeburg auf der Höhe»

З вересня 1945 року в США очолив Службу проєктування і розробки озброєння армії у Форт Бліссі (штат Техас).
З 1950 року працював у Редстоунському арсеналі в Гантсвіллі (штат Алабама).
11 вересня 1955 року одержав американське громадянство. Американці обмежили коло його робіт тільки ракетами невеликої дальності. Неодноразово пропонував американському керівництву проєкт орбітальної ракети-носія, але контракт на носій для сателіта одержав конкурент Брауна — військово-морський флот США. Після невдалого старту ракети ВМС (ракета вибухнула на стартовій позиції), нарешті одержав від уряду «зелене світло» для своєї програми.
З 1956 року — керівник програми розробки міжконтинентальної балістичної ракети «Юпітер-С» і штучного супутника Землі серії «Експлорер».
З 1960 року — член Національного управління США з аеронавтики та дослідженням космічного простору (НАСА) і директор Центру космічних польотів НАСА. Керівник розробок ракетоносіїв серії «Сатурн» і космічних кораблів серії «Аполлон».
Колеги в НАСА жартома розкривали його науковий ступінь Professor h. c. не як honoris causa («почесний професор»), а як hitleris causa («гітлерівський професор»).
16 липня 1969 року ракета-носій «Сатурн V» доставила космічний корабель «Аполлон-11» на навколомісячну орбіту.
20 липня 1969 року Ніл Армстронг, командир «Аполлона-11», став першою людиною, яка ступила на місячну поверхню.
Після «Аполлона-11» фон Браун здійснив ще п'ять вдалих пілотованих польотів на Місяць.
З 1970 року — заступник директора НАСА з планування космічних польотів, з 1972 року працював у промисловості на посту віцепрезидента фірми «Ферчайлд спейс індастріз» в Джермантауні, штат Мериленд.
Вернер фон Браун розпочав проєктування місячних станцій, але ці проєкти були згорнуті після припинення гонки озброєнь і до сьогодні не здійснені.
Результати наукової й конструкторської роботи Вернера фон Брауна — значуща й потужна основа для освоєння космічного простору.
У 1972 році Вернер фон Браун покинув НАСА і через п'ять років помер від раку.

## Нагороди

### Державні нагороди
- Лицарський хрест Хреста воєнних заслуг з мечами (24 жовтня 1944 — в день першого запуску «Фау-2» по цілі на Західному фронті)[13].
- Хрест Воєнних заслуг 1-го класу з мечами (1943)
- Хрест Воєнних заслуг 2-го класу з мечами
- Орден «За заслуги перед Федеративною Республікою Німеччина»
  - Командорський хрест (1959)
  - Великий офіцерський хрест (1971)[13]
- Медаль «За видатні заслуги» (НАСА) (1969)

### Наукові відзнаки
- Почесний член Британської міжпланетного товариства (1949)
- Медаль Елліота Крессона (1962)
- Золота медаль Ленглі (1967)
- Медаль Вільгельма Екснера (1969)
- Внесений у Міжнародний Космічний Зал Слави (1969)
- Відзнака Civitan International (1970)
- Національна наукова медаль США (1975)
- Кільце Вернера фон Сіменса (1975)

## Цікавий факт
У 1948 році Вернер фон Браун написав книгу «Project MARS. A Technical Tale», у якій правитель Марса носить титул Ілон (Elon).